# Gericht Somborn
Das Gericht Somborn war eine mittelalterliche Verwaltungseinheit für eine Anzahl von Dörfern, die zusammen mit den Gerichten Alzenau, Hörstein und Mömbris das Freigericht Alzenau bildete.

## Funktion und Geschichte
Das Gericht Somborn war ursprünglich ein auf Selbstverwaltung und genossenschaftlichen Strukturen beruhender Zusammenschluss von Dörfern. Im Zuge der Territorialisierung gelang es den im Freigericht zusammengeschlossenen Gerichten aber nicht, ihre Selbständigkeit und ihre Reichsunmittelbarkeit gegen den Druck der umliegenden Territorialherren zu wahren, zumal das Reich seine Rechte im Laufe der Zeit eben an diese Territorialherren abgab. Das Gericht Somborn war so in der Frühen Neuzeit nur noch die Bezeichnung einer Teileinheit des Freigerichts, das wiederum von den jeweiligen Landesherren ähnlich einem Amt verwaltet wurde.
Mit dem „Partifikationsrezess“ von 1740 kam es zu einer Realteilung des Freigerichts zwischen der Landgrafschaft Hessen-Kassel – als Erbin der Grafschaft Hanau-Münzenberg – und Kurmainz, die das Gebiet 240 Jahre lang als Kondominat verwaltet hatten. Hessen erhielt dabei das Gericht Somborn ohne Albstadt als Lehen von Kurmainz und eine Ausgleichszahlung. Im Gegenzug musste die Landgrafschaft die ungestörte Ausübung des römisch-katholischen Bekenntnisses für die Untertanen garantieren und Kurmainz das übrige Freigericht zustehen.

## Gebiet
Das Gericht Somborn umfasste die Dörfer
- Albstadt
- Altenmittlau (1740 an Hessen-Hanau und zum Amt Altenhaßlau)
- Bernbach (1740 an Hessen-Hanau und zum Amt Altenhaßlau)
- Horbach (1740 an Hessen-Hanau und zum Amt Altenhaßlau)
- Hüttelngesäß (1740 an Hessen-Hanau und zum Amt Altenhaßlau)
- Neuses (1740 an Hessen-Hanau und zum Amt Altenhaßlau)
- Somborn (1740 an Hessen-Hanau und zum Amt Altenhaßlau)
- Trages (1740 an Hessen-Hanau und zum Amt Altenhaßlau)